# ژلینگتسه
ژلینگتسه (به لهستانی:  Źlinice) یک روستا در لهستان است که در گمینا پروشکوو واقع شده‌است.